# 64DD

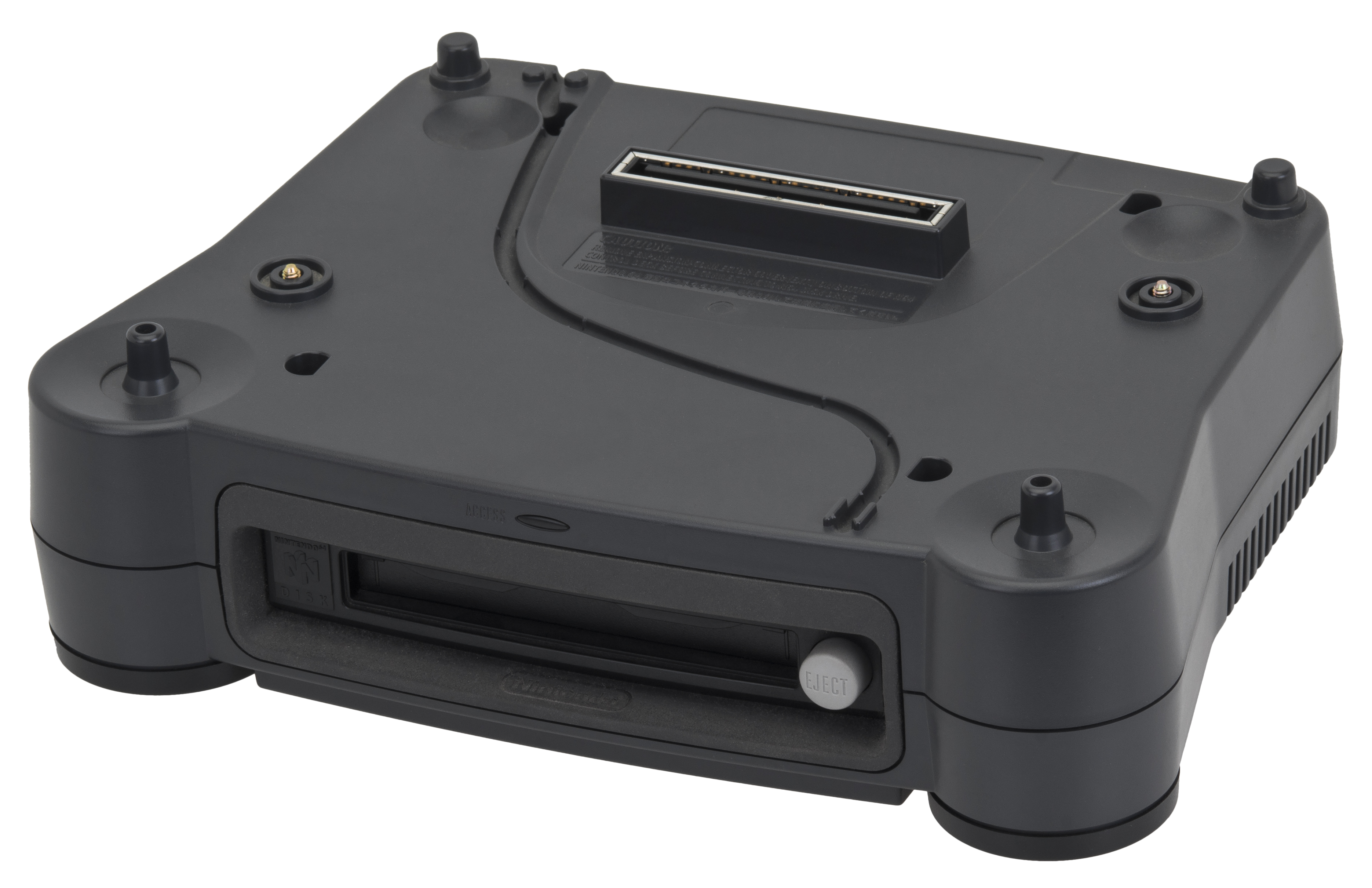
64DD

64DD는 닌텐도가 개발한, 닌텐도 64 게임 콘솔용 자기 디스크 드라이브 주변기기이다.
닌텐도 64의 1996년 런칭 이전인 1995년에 처음 발표되었고 수많은 지연 끝에 마침내 1999년 12월 1일 일본에서만 출시되었다. "64"는 닌텐도 64 콘솔과 64메가바이트의 디스크 용량을 둘 다 의미하며, "DD"는 "디스크 드라이브"(disk drive) 또는 "다이내믹 드라이브"(dynamic drive)의 준말이다.
콘솔 아래쪽의 확장 포트에 연결하면 닌텐도 64가 다시 쓰기 가능한 확장된 데이터 스토리지를 위한 사유 64메가바이트의 자기 디스크, 퍼시스턴트 게임 월드 디자인을 위한 실시간 시계, 추가적인 스토리지 효율성으로 인한 표준 글꼴 및 오디오 라이브러리를 사용할 수 있게 한다. 게다가 64DD의 소프트웨어 타이틀과 하드웨어 액세서리들은 사용자가 다양한 게임과 온라인에 사용할 영상, 캐릭터, 애니메이션을 만들 수 있게 한다. 이 시스템은 현재는 없어진 전용 온라인 서비스 랜드넷을 통해 인터넷에 연결할 수 있었으며, 이를 통해 전자 상거래, 온라인 게이밍, 미디어 공유가 지원되었다. 현대의 비디오 게임기를 위한 최초의 쓰기 가능한 벌크 데이터 스토리지로 불렸으며, 닌텐도는 새로운 장르의 게임과 애플리케이션의 개발을 위한 64DD를 실행 기술(enabling technology) 플랫폼으로 설계하였으며 이러한 게임과 애플리케이션 중 수십 개가 수년에 걸쳐 개발되고 있었다.
2001년 2월 이 유닛의 개발이 중단될 때까지 오직 10개의 소프트웨어 타이틀만이 출시되었다. 이는 상업적인 실패였으며, 적어도 총 15,000개의 유닛이 판매되었고 약 85,000개의 유닛은 판매되지 않았다. 64DD의 상업적인 생존 능력의 감소로 이러한 소프트웨어 타이틀 다수가 궁극적으로 닌텐도 64 카트리지를 통해서만 전달되어 닌텐도 게임큐브, Wii, 개발이 취소된 게임기 등을 대상으로 다른 게임기들에게까지 포팅되었다.

## 하드웨어
| 듀얼 스토리지                 | 듀얼 스토리지                         | CD-ROM                               |
| 카트리지                      | 64DD                                  | CD-ROM                               |
| ----------------------------- | ------------------------------------- | ------------------------------------ |
| 저용량 4-64 MB                | 일반 용량 64 MB                       | 대용량 650 MB                        |
| 읽기/쓰기                     | 읽기/쓰기                             | 읽기 전용                            |
| 대량 생산, 10-12 주:3         | 더 용이한 생산                        | 가장 용이한 생산, 7-10일:3           |
| 가격이 비싼 미디어            | 값이 더 싼 미디어                     | 가격이 가장 싼 미디어                |
| 값싼 시스템 연동              | 중간 가격대 드라이브                  | 값비싼 드라이브                      |
| 가장 빠름 5-50 MB/s:48 즉각적 | 일반적 503.70-1043.39 kB/s 75 ms 평균 | 가장 느림 300 kB/s 최고 200+ ms 평균 |
| 사유                          | 사유                                  | PC-복사 가능                         |
| 튼튼함                        | 자기:5                                | 스크래치 가능                        |

## 출시 소프트웨어
| 타이틀                                                                                                | 출시일          |
| --- | --------------- |
| 마리오 아티스트: 페인트 스튜디오(マリオアーティスト ペイントスタジオ)                                 | 1999년 12월 1일 |
| 거인의 도신(巨人のドシン1)                                                                            | 1999년 12월 1일 |
| 랜드넷 디스크(ランドネットディスク)                                                                   | 2000년 2월 23일 |
| 마리오 아티스트: 탤런트 스튜디오(マリオアーティスト タレントスタジオ)                                 | 2000년 2월 23일 |
| 심시티 64(シムシティー64)                                                                             | 2000년 2월 23일 |
| 에프제로 X 익스팬션 키트(エフゼロ エックス エクスパンション キット)                                   | 2000년 4월 21일 |
| 일본 프로 골프 투어 64(日本プロゴルフツアー64)                                                        | 2000년 5월 2일  |
| 거인의 도신: Tinkling Toddler Liberation Front! Assemble! (巨人のドシン解放戦線 チビッコチッコ大集合) | 2000년 5월 17일 |
| 마리오 아티스트: 커뮤니케이션 키트(マリオアーティスト コミュニケーションキット)                       | 2000년 6월 29일 |
| 마리오 아티스트: 폴리곤 스튜디오(マリオアーティスト ポリゴンスタジオ)                                 | 2000년 8월 29일 |

## 같이 보기
- 사테라뷰
- 슈퍼 패미컴 CD-ROM 어댑터
- 집 드라이브